# Comuna Budești, Vâlcea
Budești este o comună în județul Vâlcea, Muntenia, România, formată din satele Barza, Bârsești, Bercioiu, Budești (reședința), Linia, Piscu Pietrei, Racovița și Ruda.
Comuna Budești e traversata de raul Olt, deci face parte din Oltenia. În plus, municipiul Râmnicu Vâlcea se află la nord de aceasta.

## Demografie
Componența etnică a comunei Budești
     Români (93,57%)
     Romi (1,23%)
     Alte etnii (5,2%)
Componența confesională a comunei Budești
     Ortodocși (93,01%)
     Alte religii (0,8%)
     Necunoscută (6,19%)
Conform recensământului efectuat în 2021, populația comunei Budești se ridică la 6.652 de locuitori, în creștere față de recensământul anterior din 2011, când fuseseră înregistrați 5.694 de locuitori. Majoritatea locuitorilor sunt români (93,57%), cu o minoritate de romi (1,23%). Din punct de vedere confesional, majoritatea locuitorilor sunt ortodocși (93,01%), iar pentru 6,19% nu se cunoaște apartenența confesională.

## Politică și administrație
Comuna Budești este administrată de un primar și un consiliu local compus din 15 consilieri. Primarul, Ion Vlădulescu[*], de la Partidul Național Liberal, este în funcție din 2016. Începând cu alegerile locale din 2024, consiliul local are următoarea componență pe partide politice:
|  | Partid                          | Consilieri | Componența Consiliului | Componența Consiliului | Componența Consiliului | Componența Consiliului | Componența Consiliului | Componența Consiliului | Componența Consiliului | Componența Consiliului | Componența Consiliului | Componența Consiliului |
|  | ------------------------------- | ---------- | ---------------------- | ---------------------- | ---------------------- | ---------------------- | ---------------------- | ---------------------- | ---------------------- | ---------------------- | ---------------------- | ---------------------- |
|  | Partidul Național Liberal       | 10         |                        |                        |                        |                        |                        |                        |                        |                        |                        |                        |
|  | Partidul Social Democrat        | 3          |                        |                        |                        |                        |                        |                        |                        |                        |                        |                        |
|  | Uniunea Salvați România         | 1          |                        |                        |                        |                        |                        |                        |                        |                        |                        |                        |
|  | Alianța pentru Unirea Românilor | 1          |                        |                        |                        |                        |                        |                        |                        |                        |                        |                        |

## Personalități născute aici
- Ion Soare (1941 - 2020), scriitor
- George Anca (1944 – 2020), scriitor.